# Fort d'Uxegney
Le fort d'Uxegney, brièvement rebaptisé fort Roussel en 1887, est une fortification faisant partie de la place forte d'Épinal, situé au nord-est de la commune d'Uxegney (Vosges). Il fut construit de 1882 à 1884 puis modernisé jusqu'en 1914.
Il est un exemple de fortification de l'Est de la France de type Séré de Rivières, encore équipé de son armement, faisant partie intégrante de la place forte d'Épinal. On peut y voir l’unique exemplaire en état de fonctionnement d’une tourelle à éclipse Galopin (inventé en 1889 par Alfred Galopin) avec un canon de 155 mm, gigantesque mécanique de 250 tonnes datant de 1907. Aussi un grand nombre d'équipements y sont encore en place (cuisine, chambrées, pièces d'artillerie cuirassées...), leur état exceptionnel de conservation a justifié l'inscription du site sur l'inventaire des monuments historiques.

## Description du fort
Le fort d'Uxegney est situé sur une hauteur de 379 mètres au-dessus de la vallée de l'Avière. Il avait pour mission de contrôler l'axe Épinal-Mirecourt, la voie ferrée Épinal-Nancy, le canal de l'Est et le sud de la trouée de Charmes. 
Par le décret du 21 janvier 1887, le ministre de la Guerre Georges Boulanger renomme tous les forts, batteries et casernes avec les noms d'anciens chefs militaires. Pour le fort d'Uxegney, son « nom Boulanger » est en référence au général Nicolas François Roussel d'Hurbal : le nouveau nom est gravé au fronton de l'entrée. Dès le 13 octobre 1887, le successeur de Boulanger au ministère, Théophile Ferron, abroge le décret. Le fort reprend officiellement son nom précédent, puis le nom Boulanger est recouvert sur son fronton.
Nicolas François Roussel d'Hurbal est né à Neufchâteau (Vosges) en septembre 1763 et décédé en avril 1849. Entré au service de l'archiduc Charles d'Autriche, il revint en France à la suite du traité de Vienne de 1809. Présenté à Napoléon Ier comme le meilleur officier de cavalerie de l'armée autrichienne, il fut admis comme général de brigade dans les troupes françaises. Il fit la campagne de Russie avant de combattre à Craonne et à Fontainebleau. À la Katzbach le 26 août 1813, écrasé sous son cheval, il eut une partie du crâne emportée d'un coup de sabre. Cela ne l'empêcha pas de vivre jusqu'à l'âge de 83 ans.

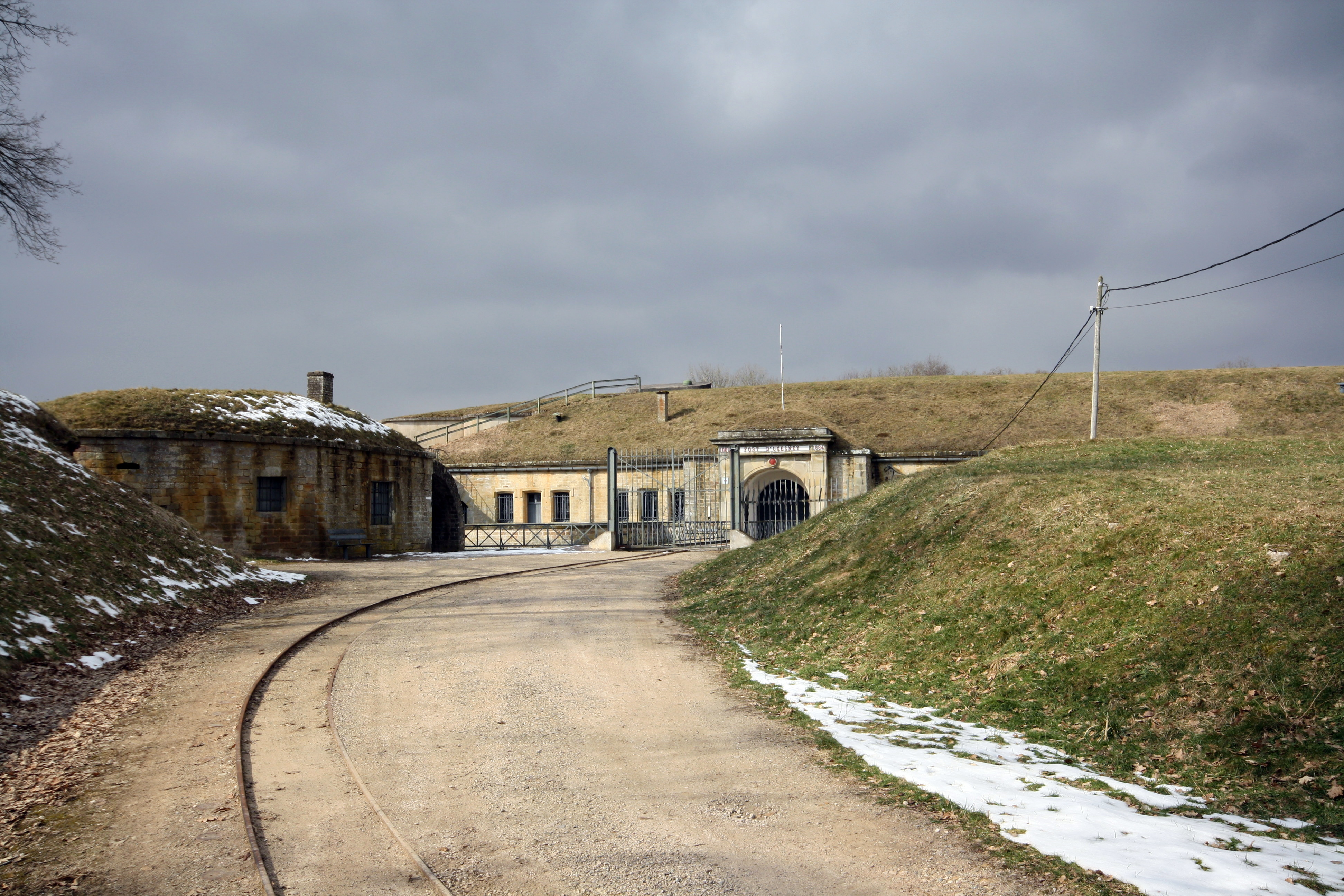
Vue sur l'entrée avec la voie de 60 du fort.
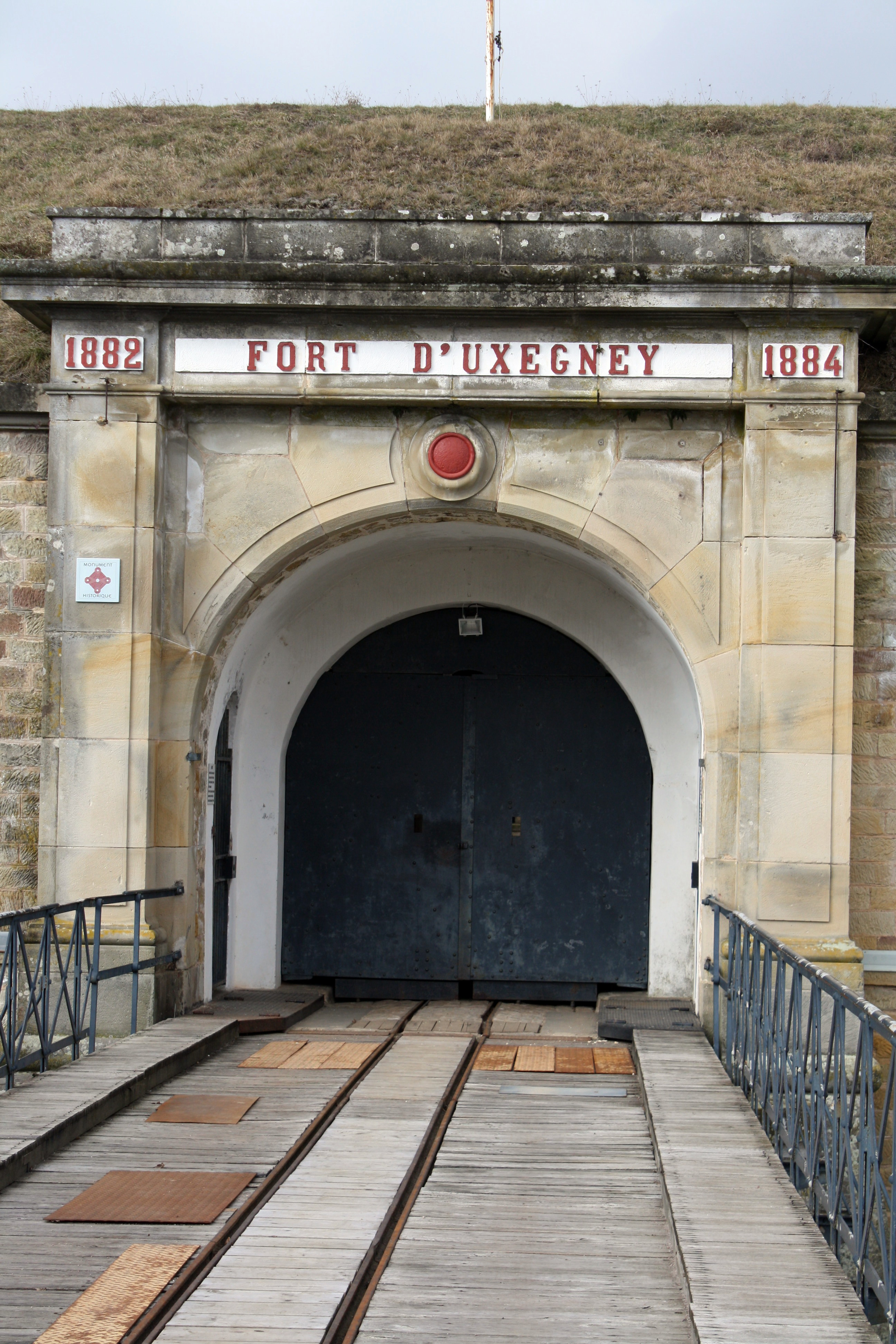
Fronton de l'entrée.
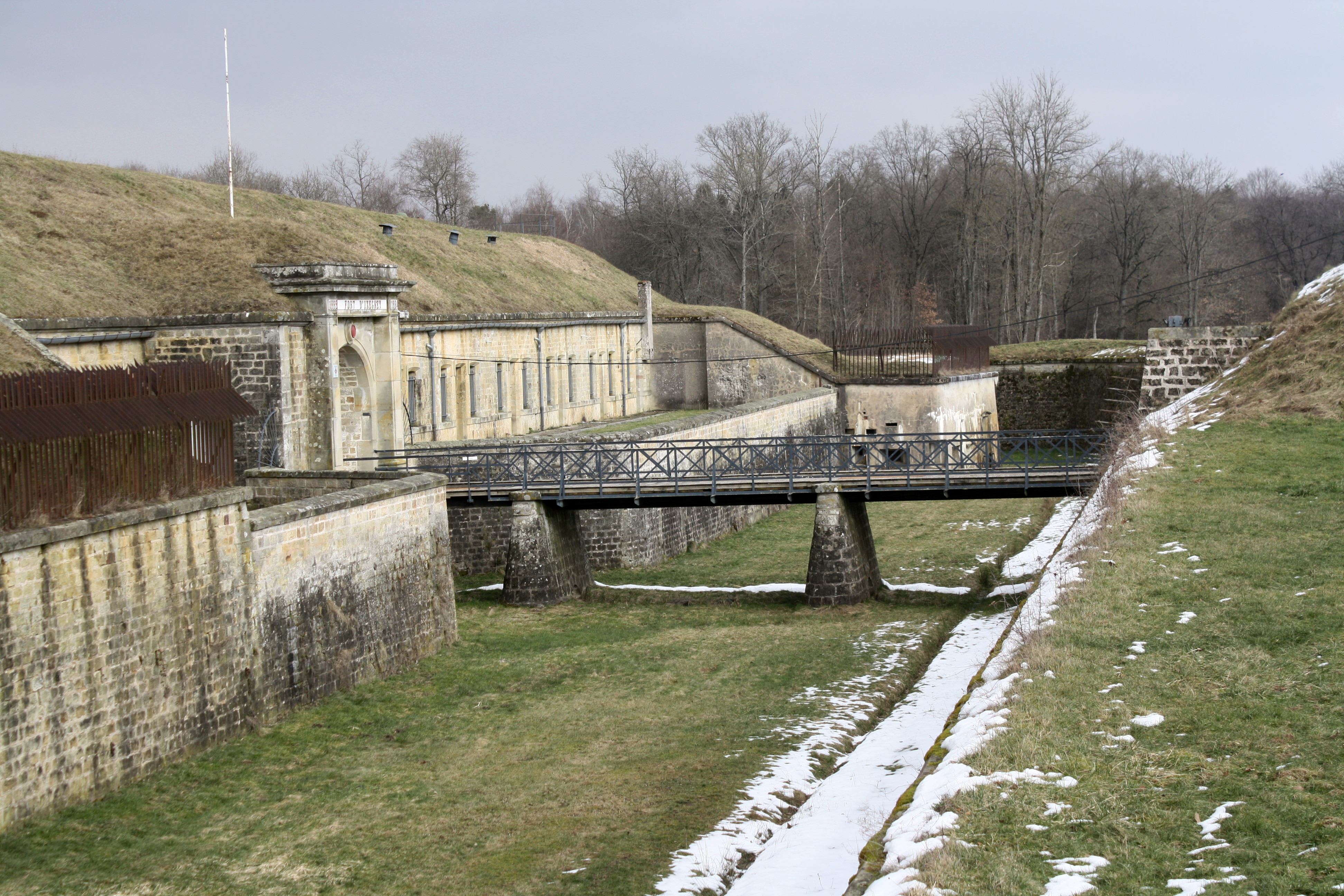
Le fossé de gorge.
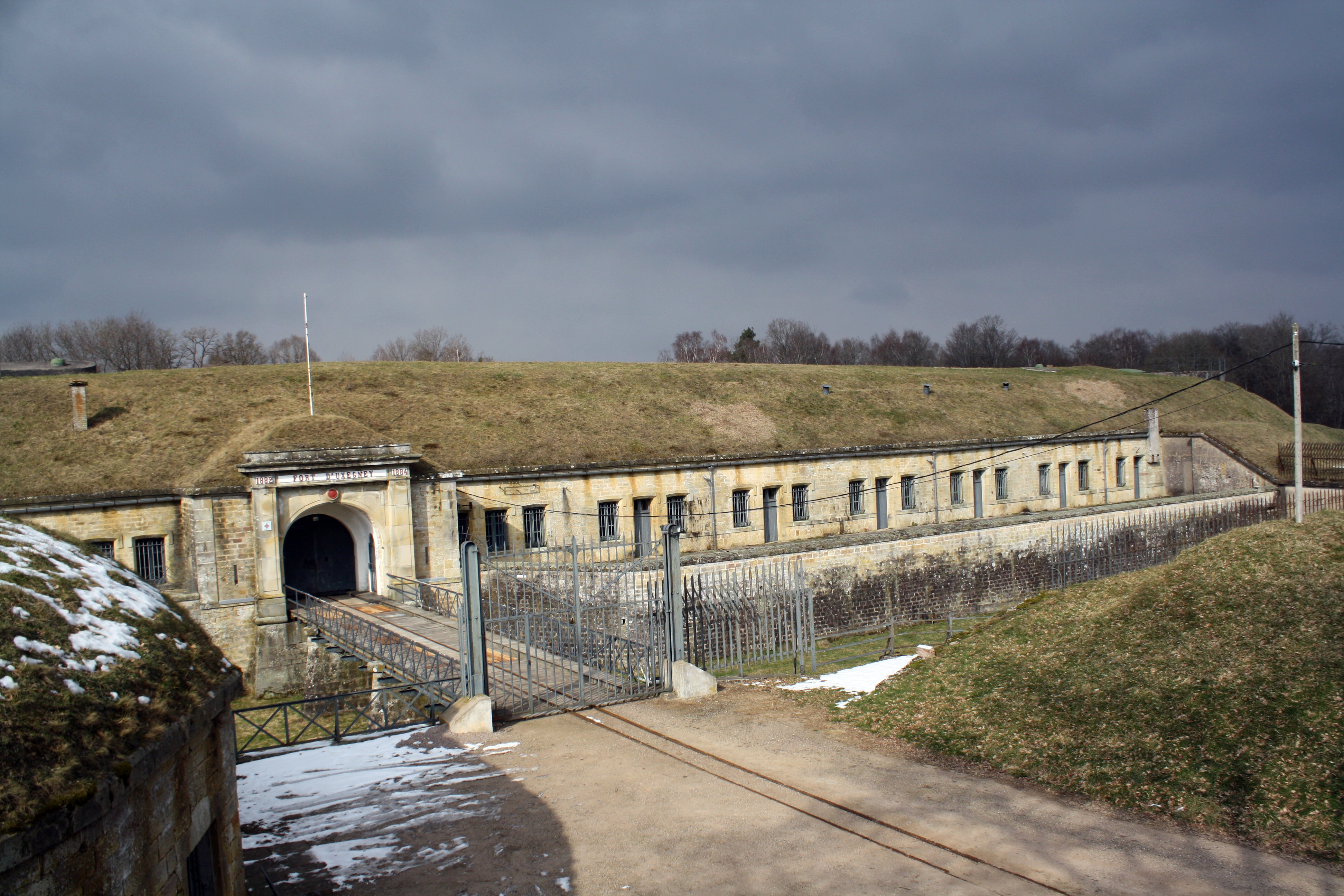
Vue sur l'entrée et le casernement de gorge.

C'est un fort Séré de Rivières de deuxième génération, prévu pour une garnison de 287 hommes, dix pièces plus quatre pour le flanquement. Le fort a un périmètre pentagonal ressemblant grosso modo à un trapèze rectangle dont on aurait larment coupé l'angle inférieur droit. Les fossés, secs, étaient défendus originellement par deux caponnières doubles (saillants II et IV) et un aileron (saillant III). Sur la contrescarpe, due part et d'autre du chemin menant à l'entrée deux galeries crénelées se faisaient face tandis que droit devant l'entrée du fort, un mur pourvu de niches s'adossait à un parapet. Cette disposition, variante du classique ravelin, se rencontre assez rarement car elle implique que la voirie d'accès longe la gorge et aille au-delà de l'entrée pour, par exemple, desservir une batterie annexe (cas rencontré au fort de Rupt-sur-Moselle, mais sans galeries crénelées).

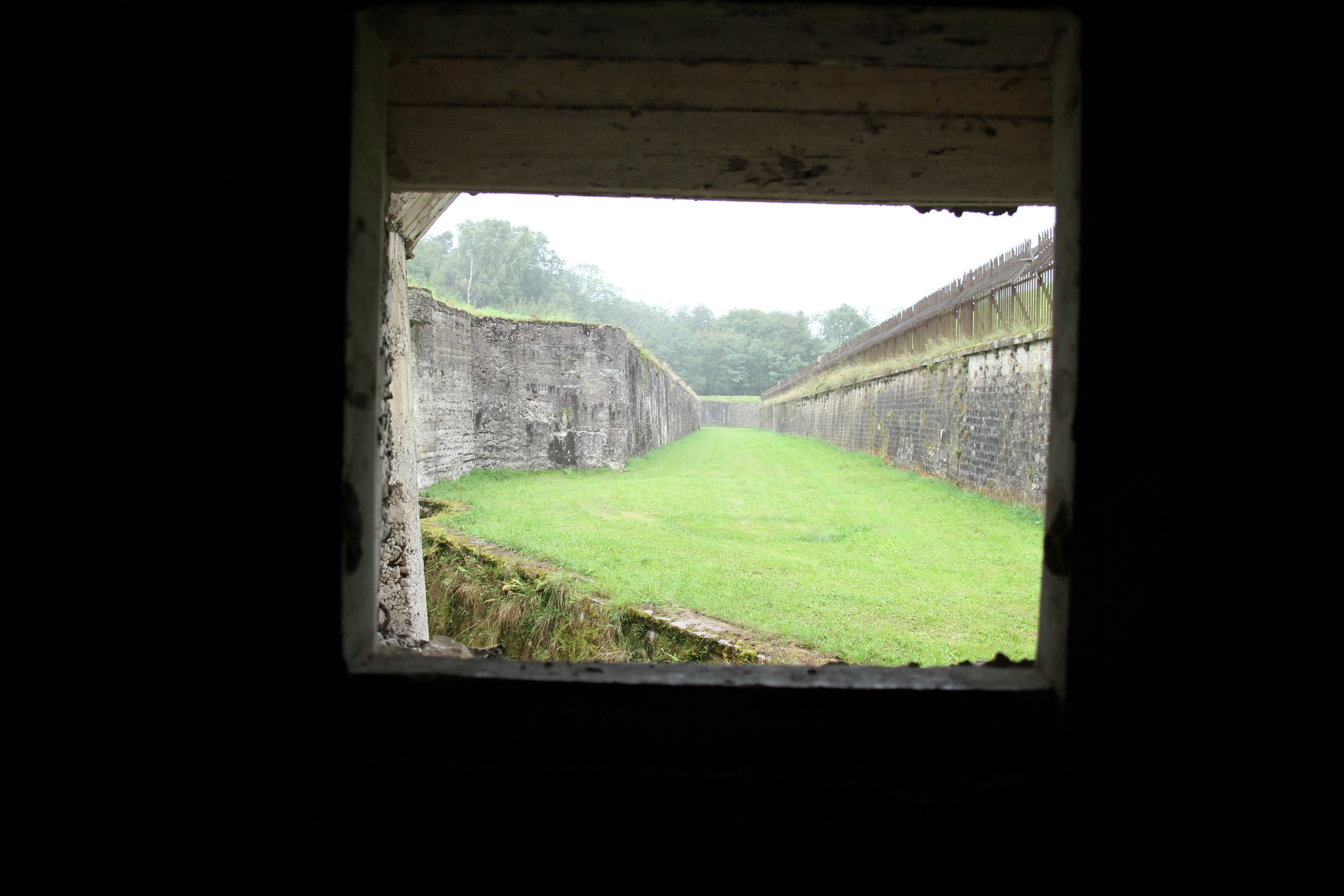
Les fossés du fort.
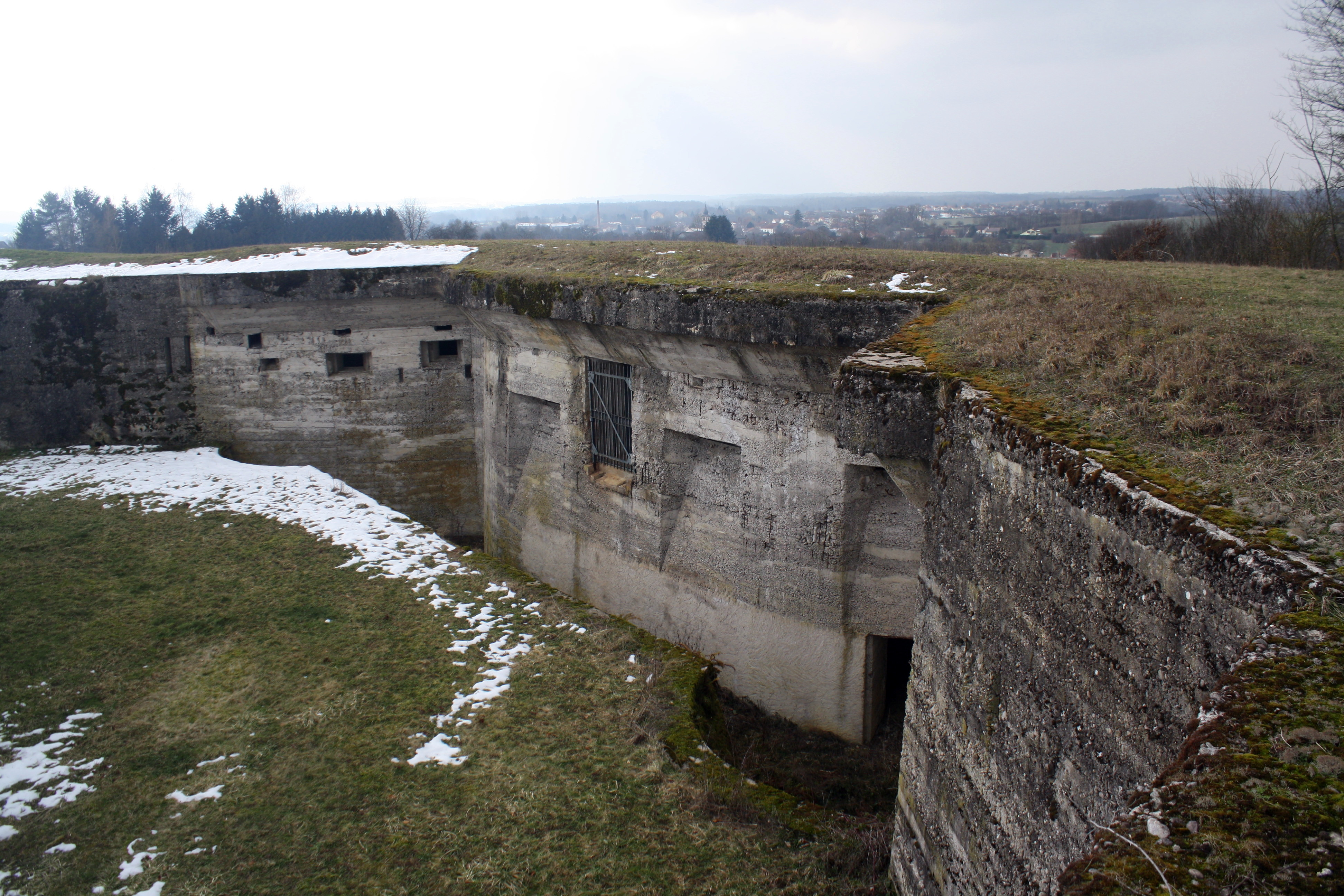
Le coffre double.
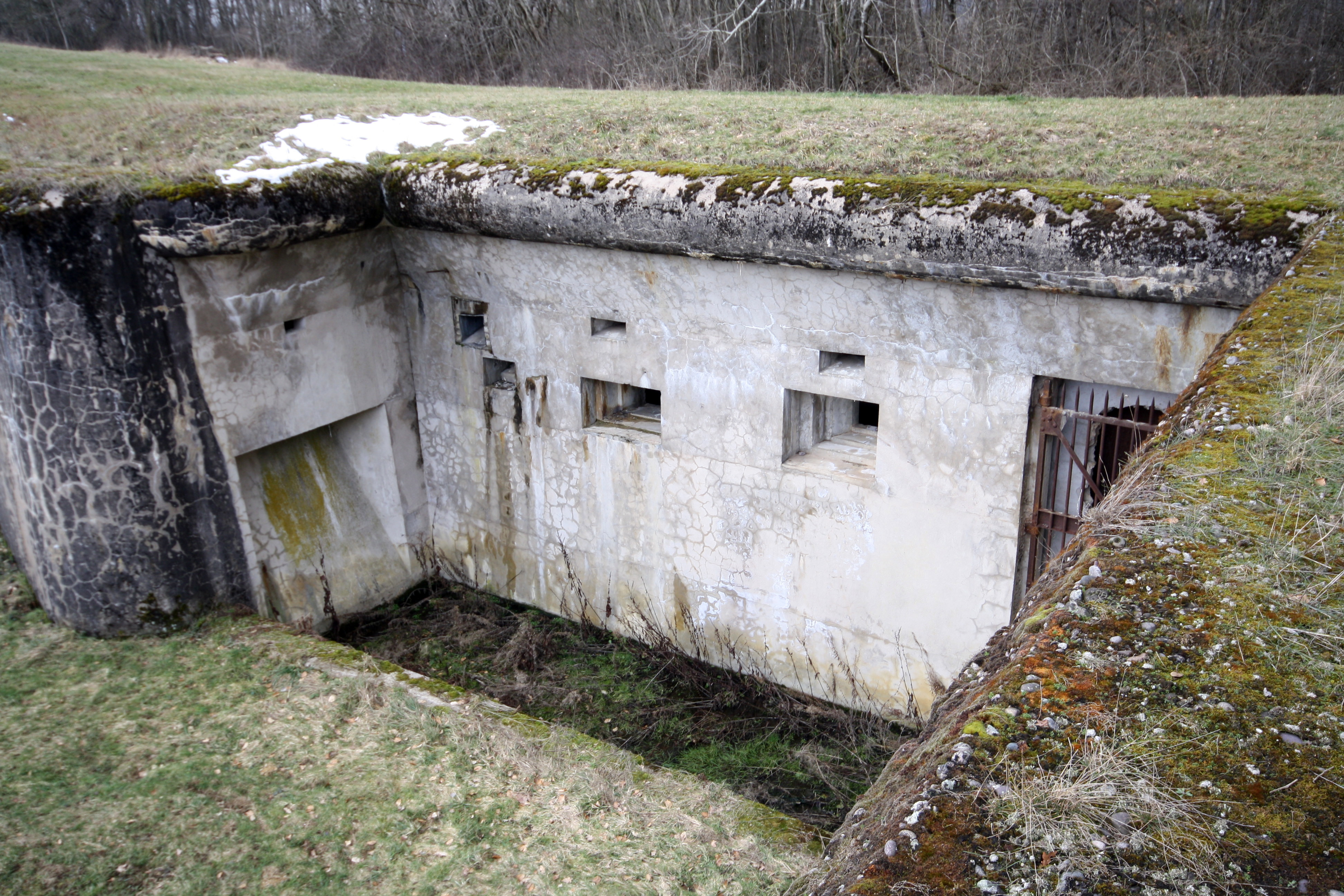
Le coffre simple.
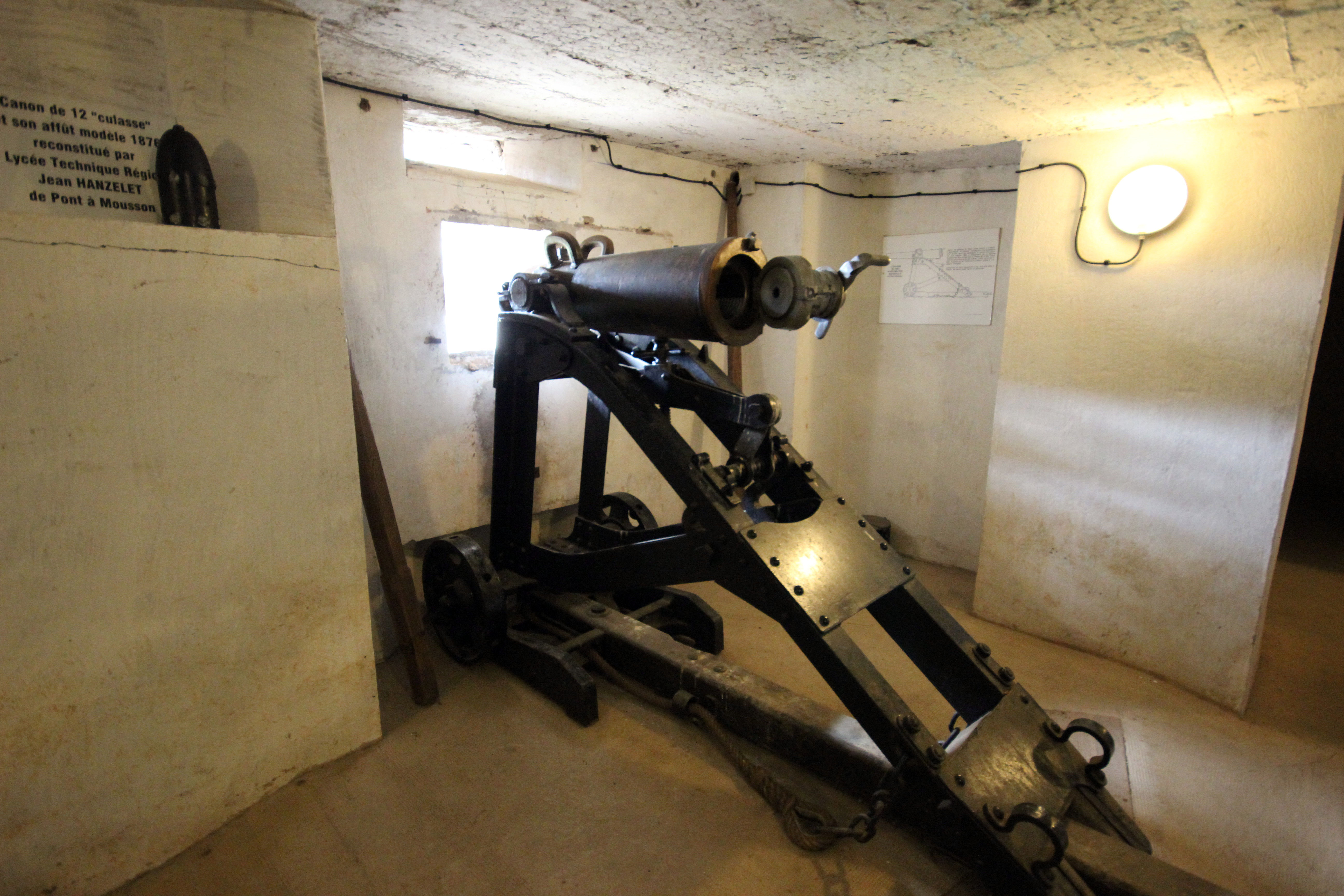
Une copie de canon de 12 culasse dans le coffre double de la contrescarpe.

L'entrée d’escarpe s'ouvre au fond et au centre d'une petite courtine dont la profondeur correspond au tablier du pont-levis à bascule en dessous. Les logements des officiers donnent sur la gorge, en léger retrait de l'escarpe, procédés d'une terrasse. Cela également n'est pas fréquent (Vaux, Monlainville, Friches, Lestal, Montlandon, Revère...). Le porche de l'entrée débouche dans le coin inférieur gauche d'une cour sur laquelle s'ouvraient neuf travées au logement. Les trois premières étaient adossés au front I-II, tandis que les autres l'étaient au front II-III, lequel correspond au front de tête. Le magasin à poudre, d'une capacité de 74 tonnes, faisait le trait d'union entre l'extrémité droite des casernements de la troupe et de celui des officiers. Bien entendu, il était recouvert d'un épais merlon central, occupant la petite médiane du fort. Dans la partie droite de l'ouvrage, la plus étroite, on trouvait une seconde cour avec deux traverses-abris. Deux autres traverses occupaient le cavalier d'artillerie, par-dessus le casernement de la troupe.
Ainsi qu'il en fut pour bien d'autres forts récemment construits, dès après l'apparition de l'obus-torpille, les autorités se penchèrent sur les travaux à effectuer en urgence pour conserver quelque valeur à Uxegney. Un projet fut présenté fin 1891 mais sa concrétisation ne sera que très partielle. Effectuée entre 1893 et 1896, elle ne portera que sur la modification de la traverse centrale du fort sous laquelle le magasin à poudre sera compartimenté et sur le bétonnage des deux chambrées de la troupe les plus proches. Enfin, plutôt que de créer une entrée de guerre, on renforcera l'existante. Ce sera de 1910 à 1914 que le fort prendra sa physionomie définitive. Les caponnières des saillants II et III seront remplacées par des coffres de contrescarpe, après quelques tergiversations sur leur emplacement, des cuirassements seront installées, à savoir une tourelle Galopin modèle 1907 pour un canon de 155 R (en arrière du saillant V), une tourelle pour deux canons de 75 mm modèle 05 (en arrière du saillant II) et deux tourelles de mitrailleuses (la première au centre du front I-II et la seconde en arrière du saillant III). Les deux tourelles d’artillerie bénéficieront d'un observatoire cuirassé. Un troisième au centre du front de tête. Pour le flanquement des intervalles, une casemate de Bourges prendra place sur chaque flanc. Enfin, pour en terminer avec les cuirassements, pas moins de quatre guérites observatoires seront réparties sur les remparts. Des bétonnages complémentaires furent exécutés, à tel point qu'il est presque plus facile d'énumérer ce qui ne fut pas renforcé ou remplacé. De la configuration originelle, on n'aura en définitive, pas touché au casernement de gorge, à l'escarpe, à la contrescarpe des fronts de gorge III-IV et IV-V ainsi qu'à la première travée de l'ancien casernement de la troupe.

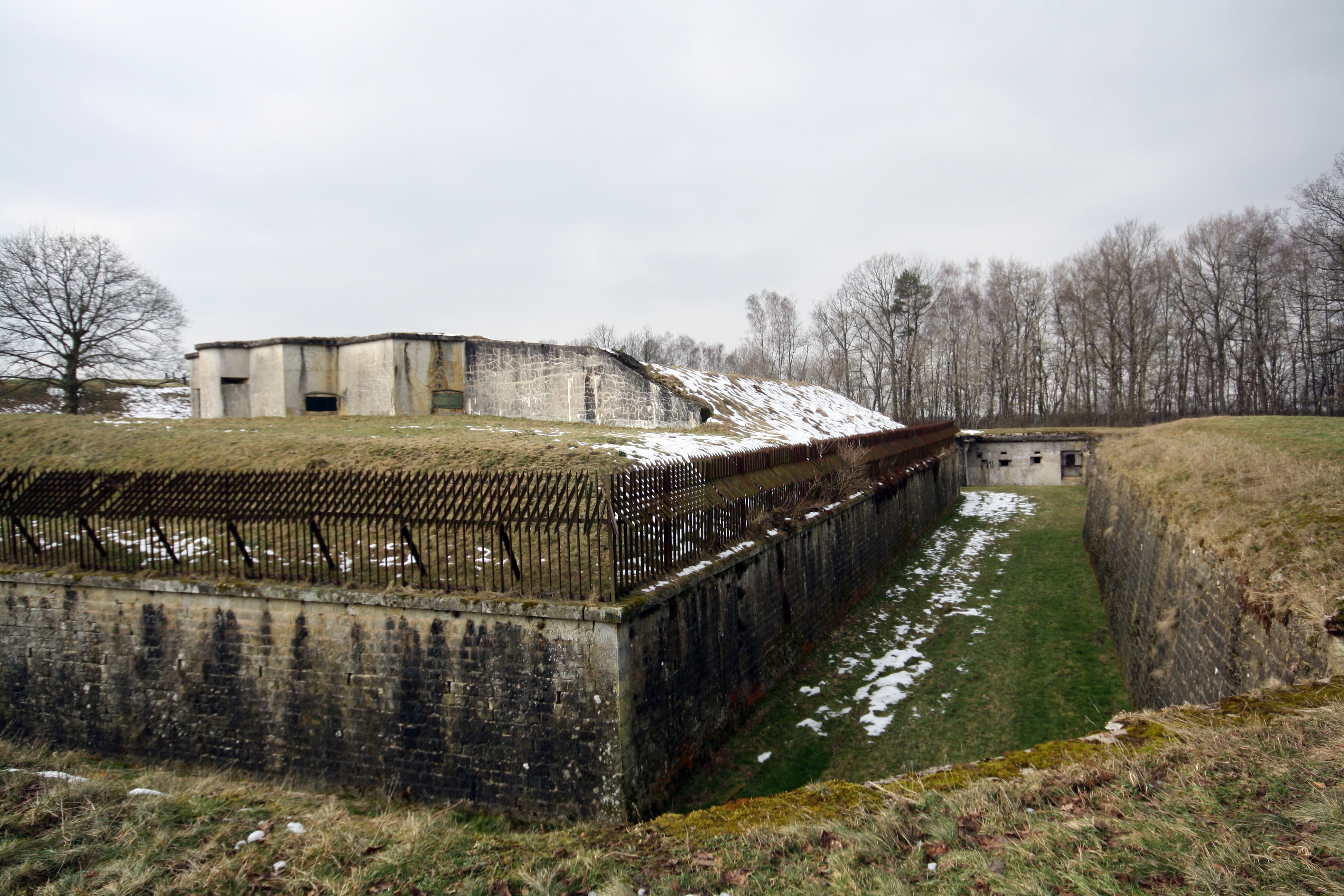
Vue de la casemate de Bourges Est depuis le fossé.
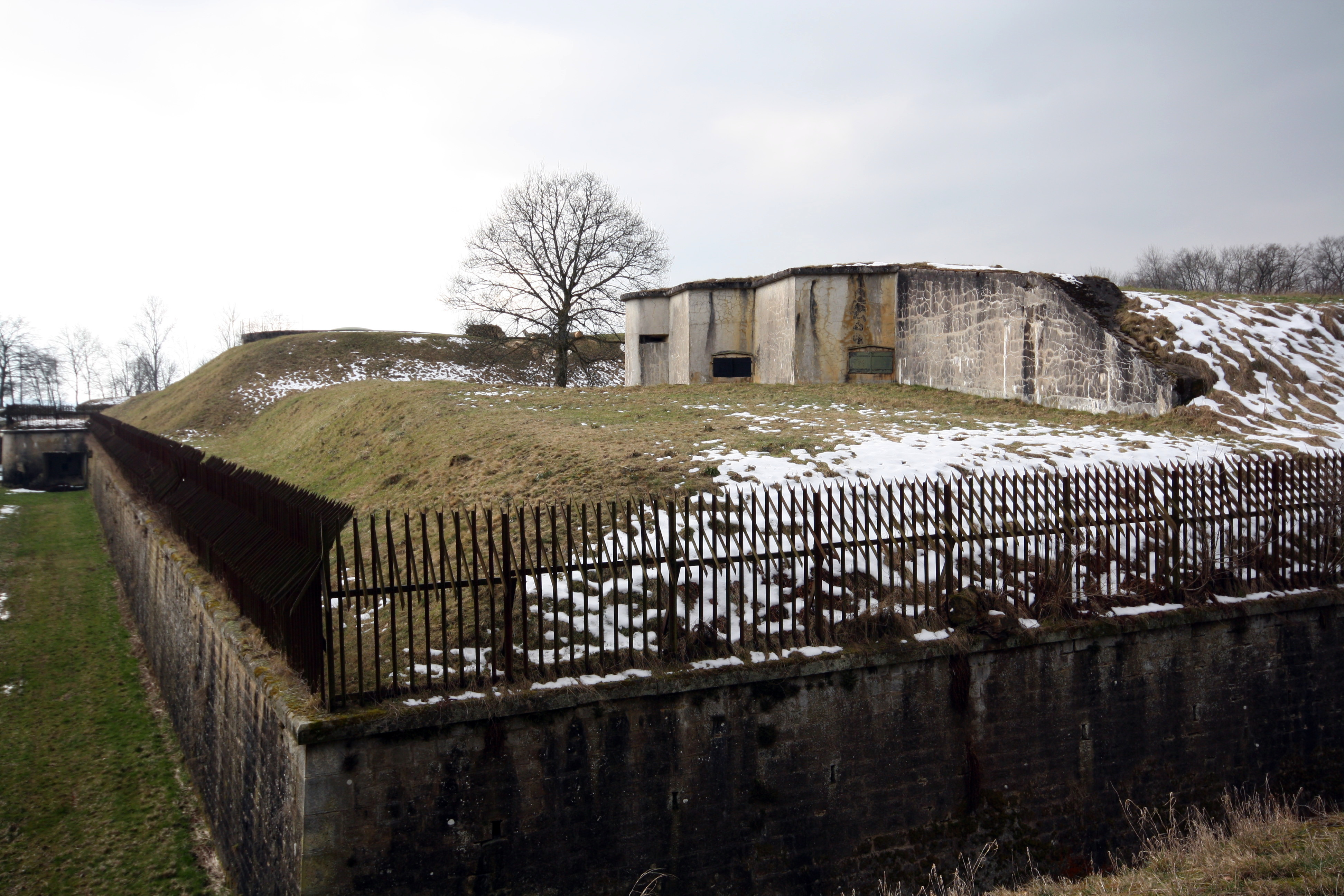
La casemate de Bourges Est.
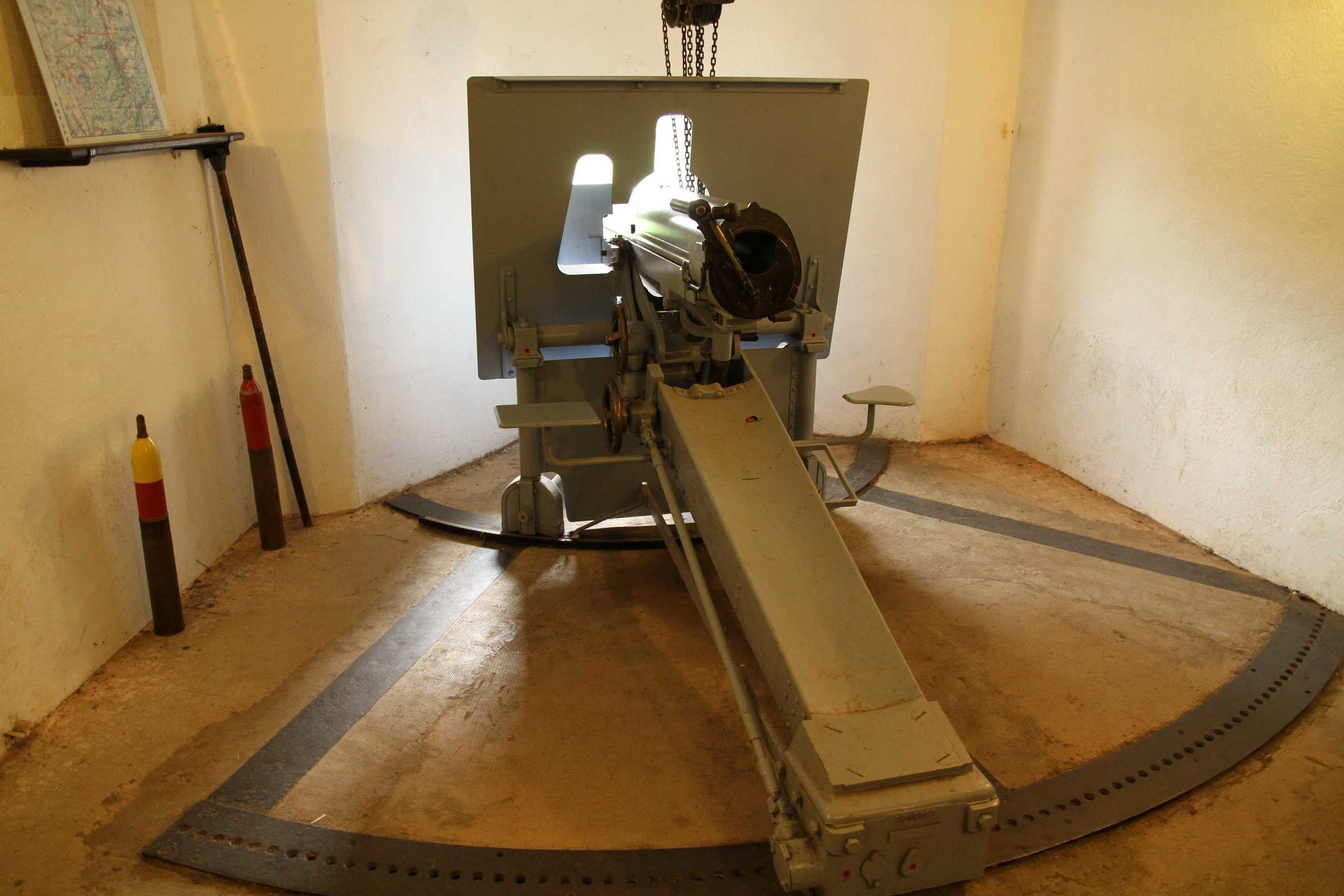
Dans une des casemates de Bourges.
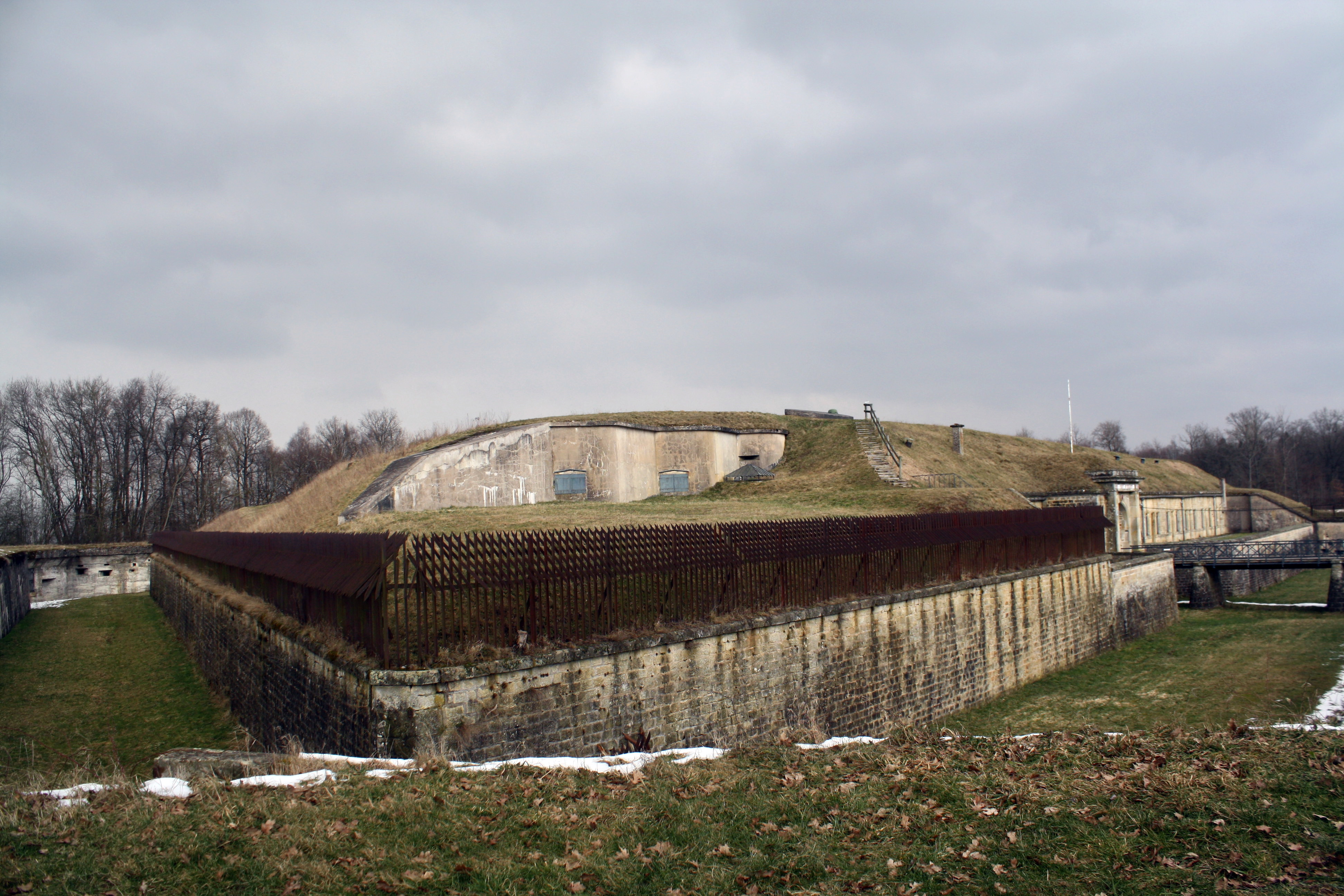
La casemate de Bourges Ouest.
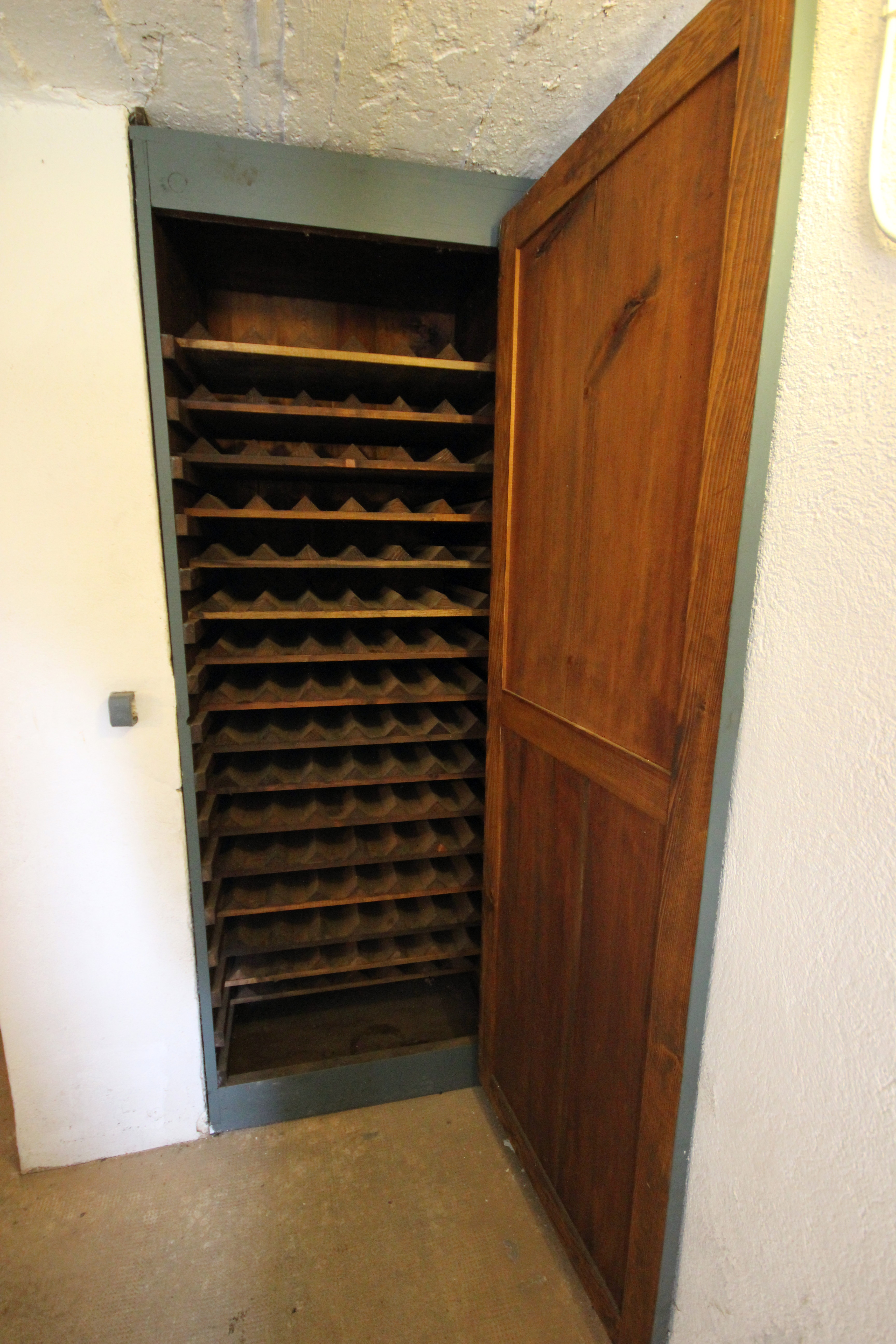
Une armoire à obus de la casemate de Bourges.

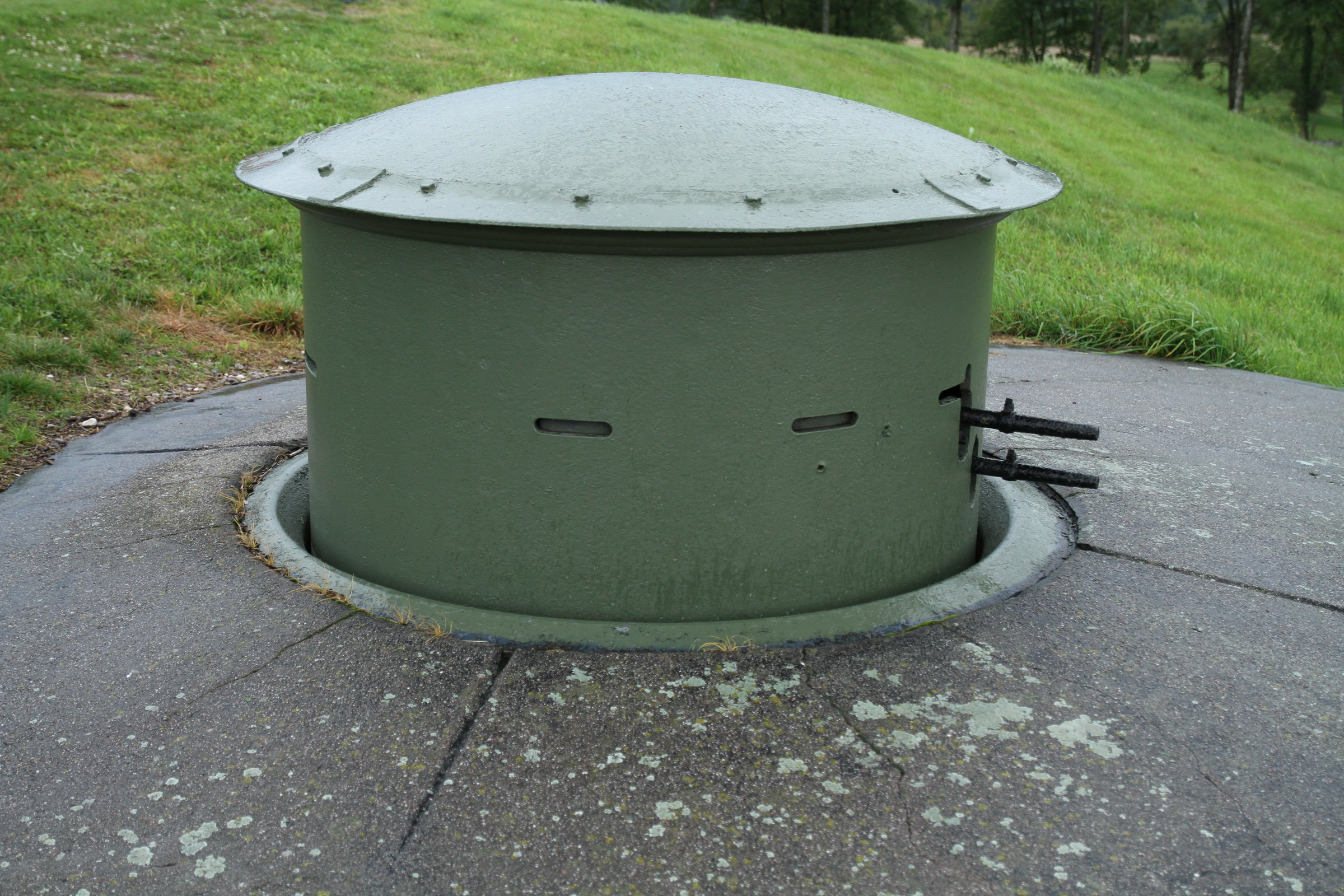
Une tourelle de mitrailleuses.
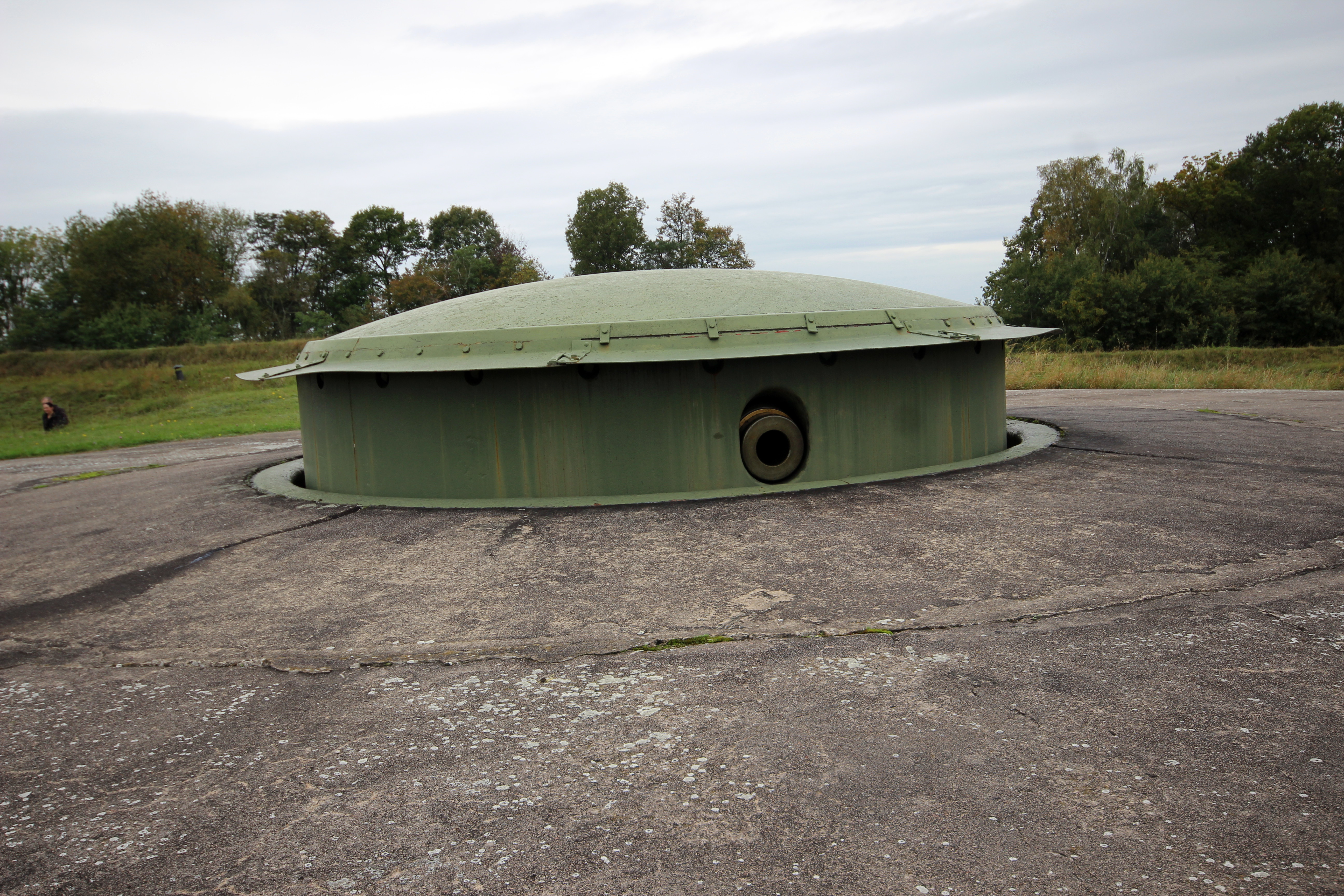
La tourelle de 155 R du fort d'Uxegney.
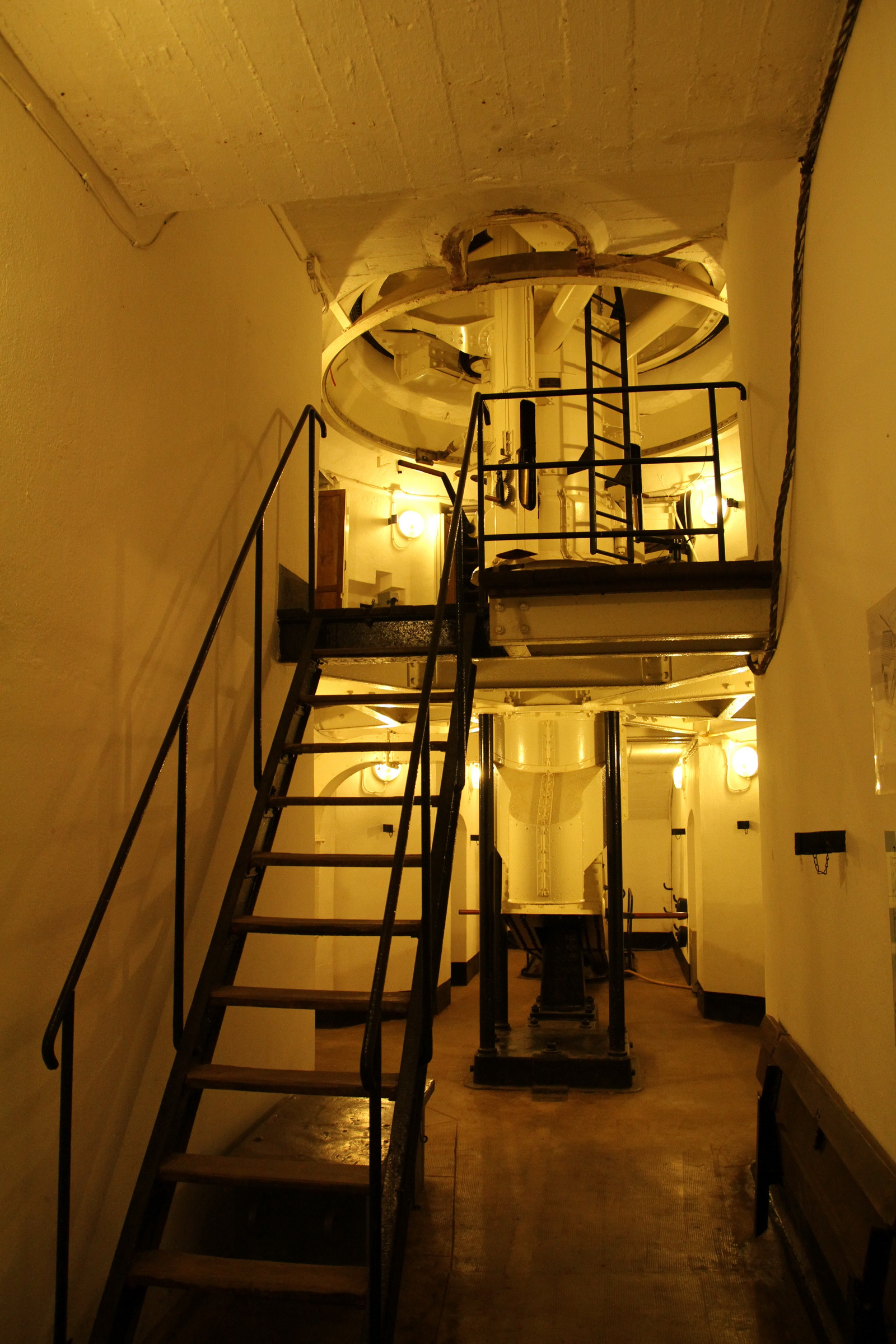
Tourelle à éclipse possédant deux canons de 75 mm.
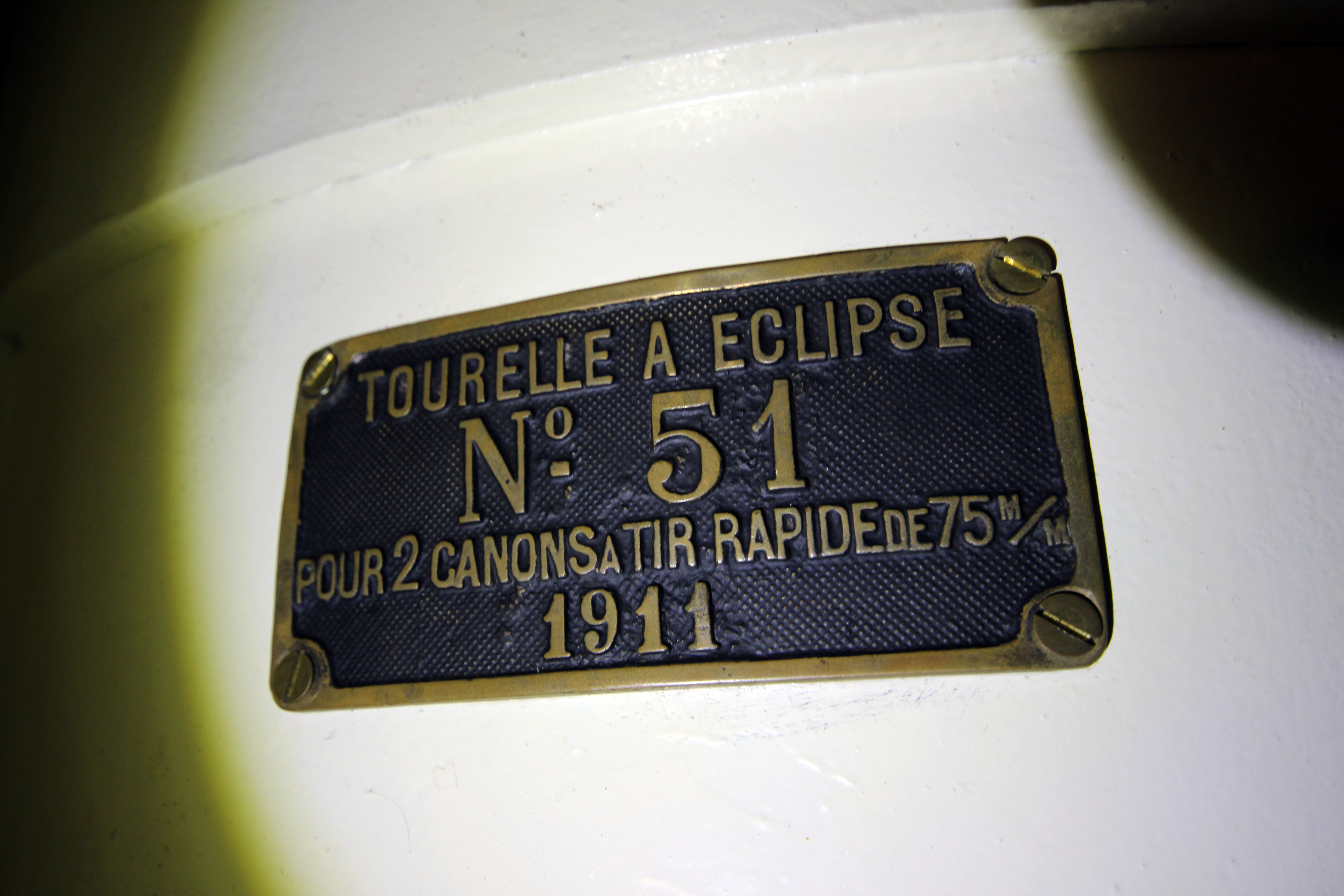
Une plaque de tourelle du fort d'Uxegney.

Au rayon des spécificités architecturales, outre un casernement de gorge placé en retrait de l'escarpe, il faut mentionner la double citerne pour 140 m3 dans la contrescarpe du saillant V, la saillie formant visière des dalles de ciel des coffres (disposition propre à la chefferie d’Épinal), l'entrée de guerre percée dans une des faces de la caponnière renforcée du saillant V et pourvue d'une passerelle à effacement longitudinal, le gainage métallique de la galerie vers le saillant III.... Le coffre double surmonte un dispositif de contremine sans pareil. Trois galeries de contremine sont accessibles depuis une salle bétonnée située sous le coffre double, elle-même accessible uniquement via le fossé devançant le coffre. Elles sont fermées chacune par une porte métallique à effacement vertical, manœuvrée par un treuil  l'étage du coffre et par une grille. Pour clôturer le tableau, mentionnons encore la présence du réseau de fils de fer barbelés sur le glacis et l'absence de four à pain. Deux redoutes (Uxegney nord et sud) et cinq batteries (M31 à M35) sont situées aux abords immédiats.
Le fort a le plan d'un pentagone délimité par un fossé. La longueur du front est de 220 m. La construction d'origine fut édifiée en deux ans seulement (1882 - mars 1884). Elle comprenait des casernements, magasins à vivres et à munitions et abris. Ces locaux en pierre de taille (grès bigarré venant d'une carrière aux Forges) étaient d'abord bâtis à ciel ouvert, puis recouverts de la terre provenant du creusement du fossé et de la mise à niveau du terrain naturel.
L'armement consistait en une dizaine de canons de Bange ou Lahitolle répartis sur les trois faces avant du fort, à l'air libre sur des plates-formes. Cette première construction revint à environ 1 700 000 francs de l'époque. Les premiers renforcements datent de 1893. Ils consistèrent en une coulée de béton spécial sur l'entrée du fort, le magasin à poudre et sur plusieurs chambrées, ainsi que la protection d'un abri de rempart recouvrant une citerne.

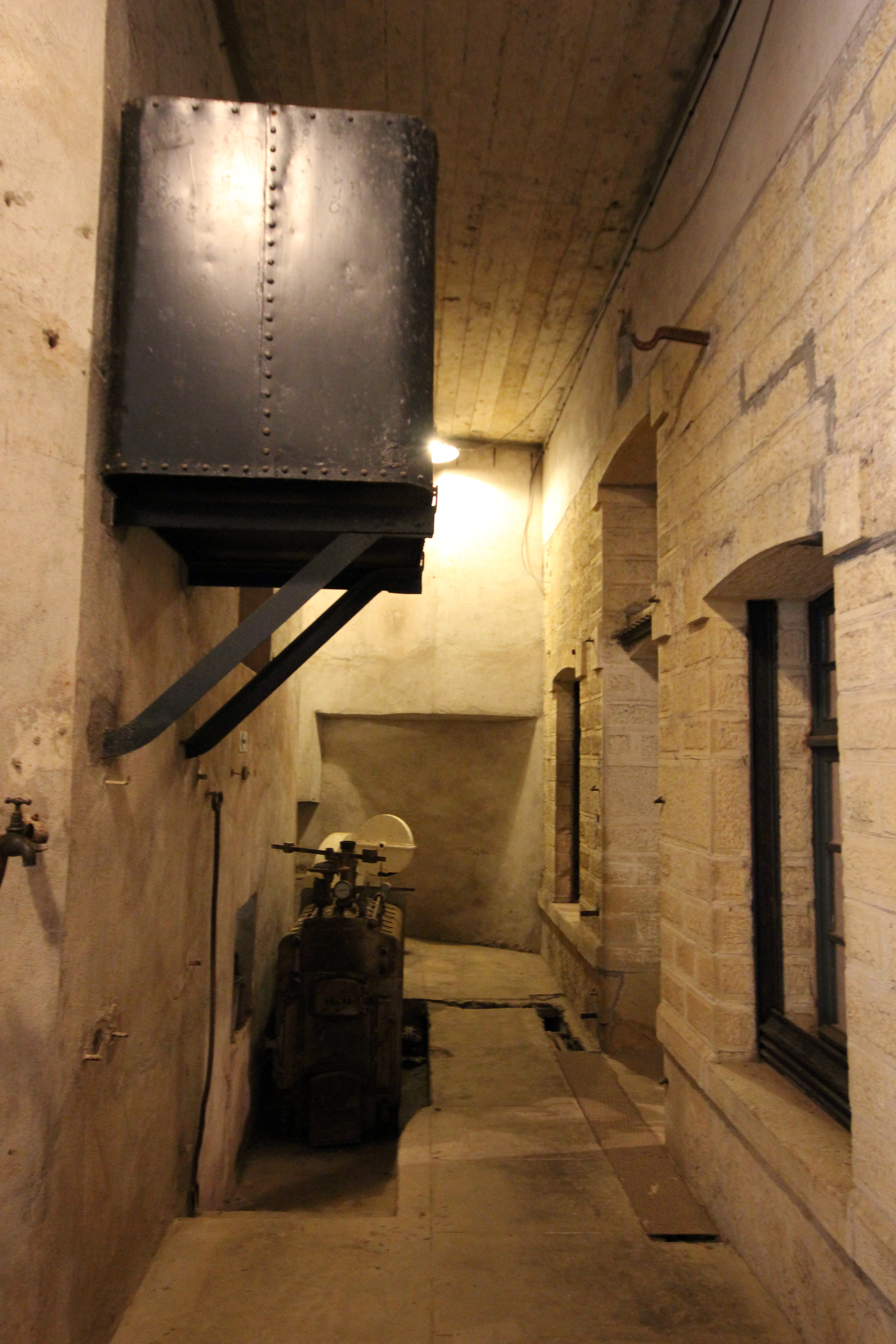
L’ancienne façade du casernement en maçonnerie dans le casernement bétonné.
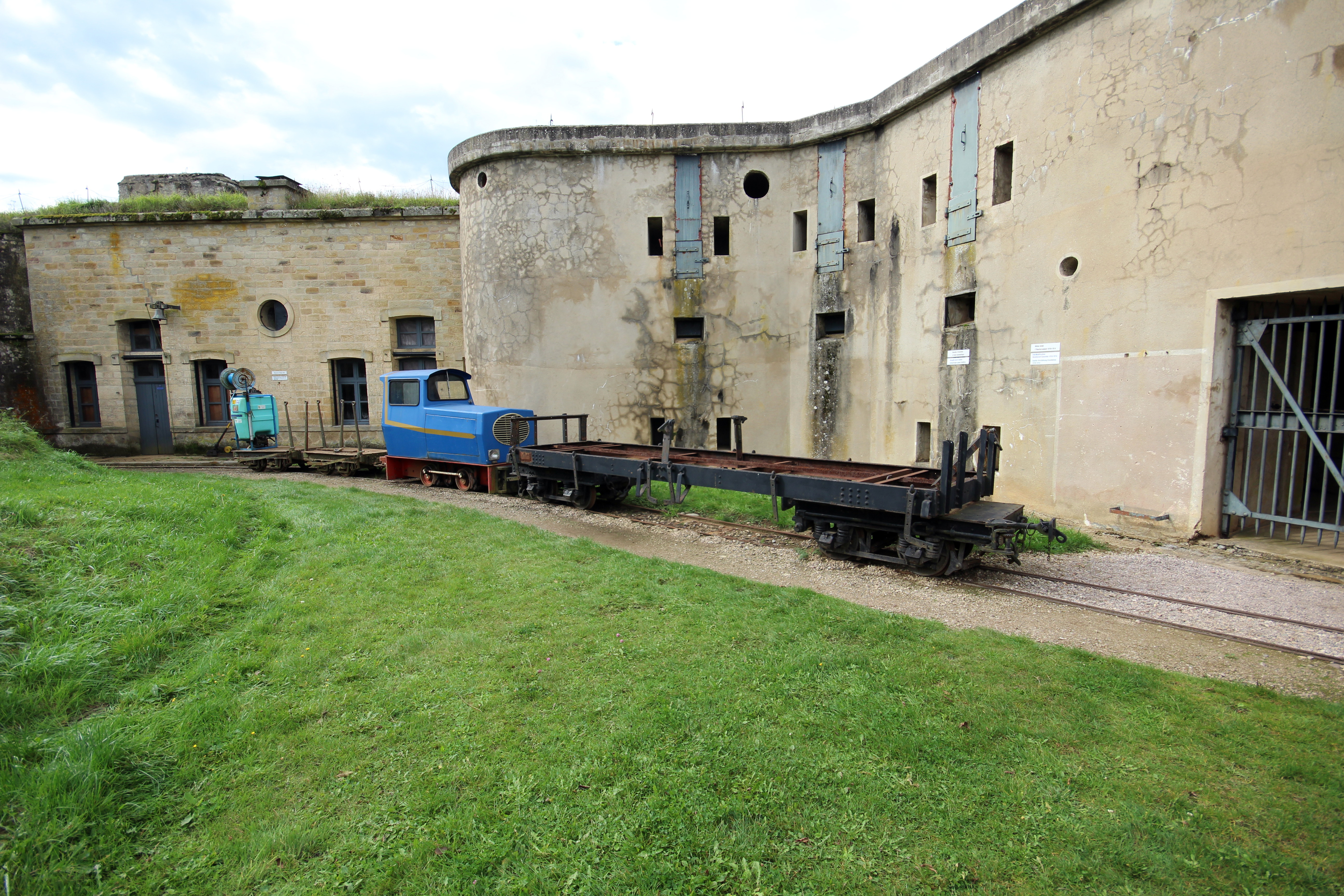
La cour avec renforcement en béton armé spécial.
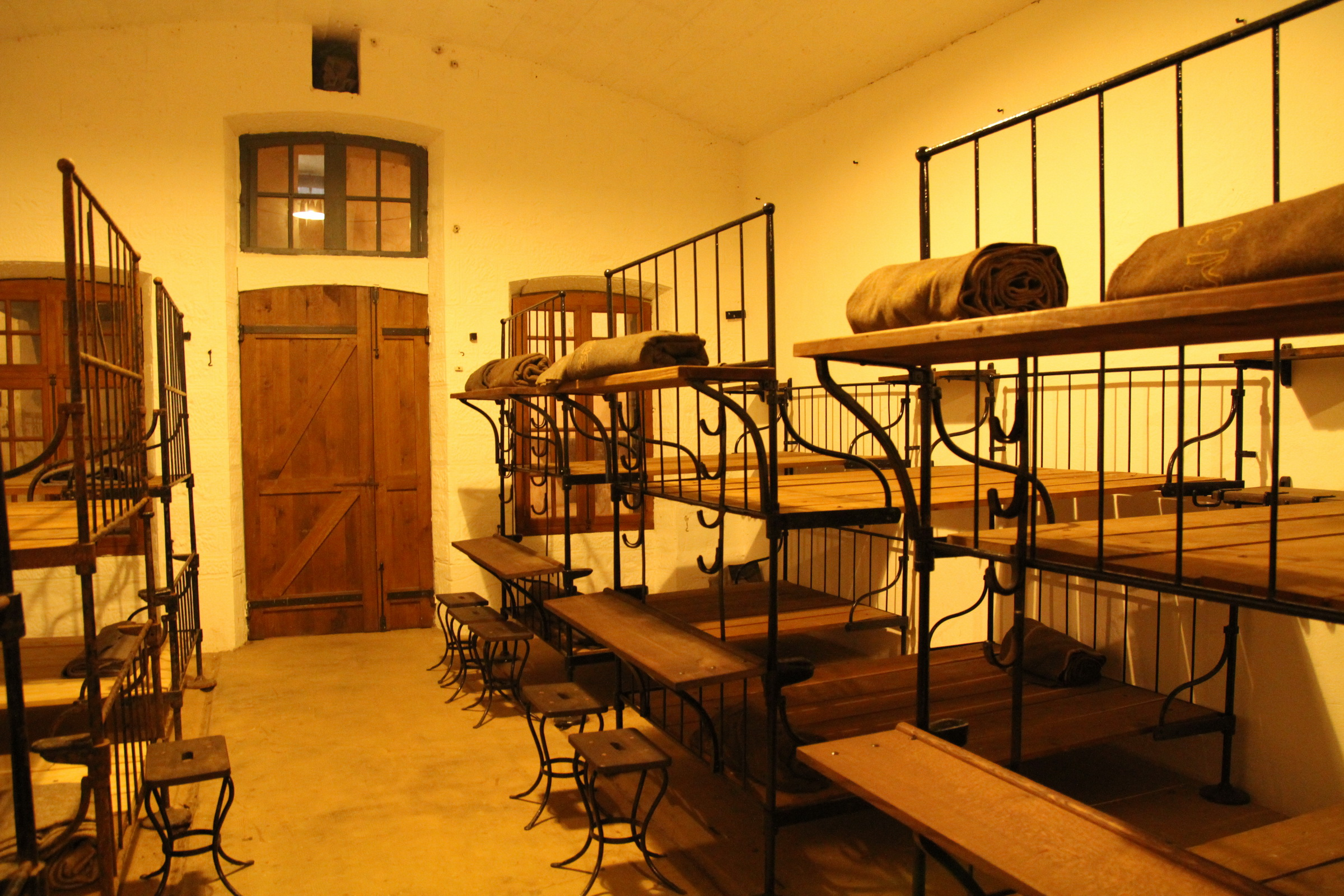
Une chambrée du fort pouvant accueillir 50 soldats.
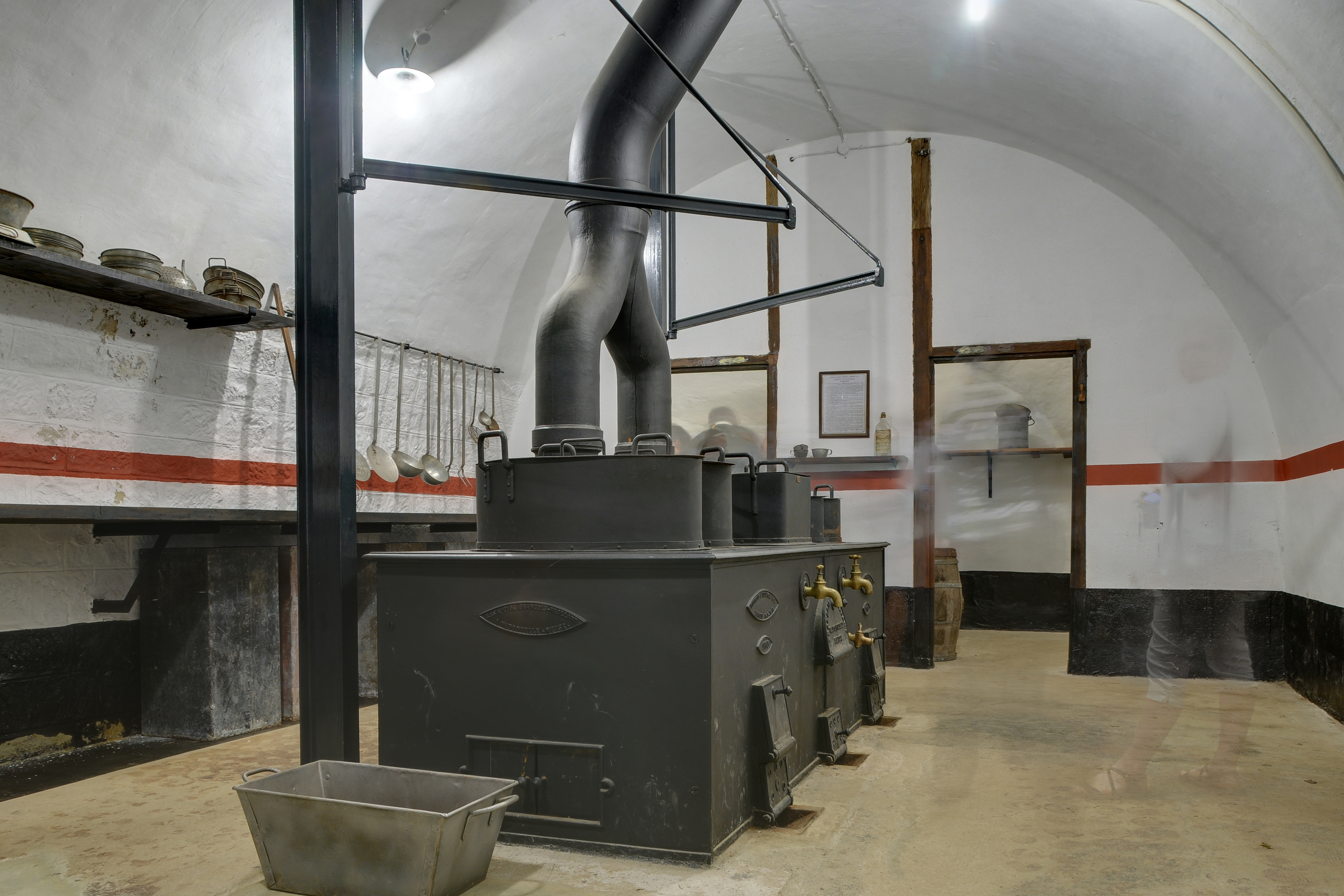
La cuisine du fort.

La deuxième phase de travaux, exécutée à partir de 1910 transforma complètement le fort. Celui-ci fut doté de quatre tourelles à éclipse (une tourelle à un canon de 155 mm raccourci, une tourelle à deux canons de 75 mm raccourcis et deux tourelles de mitrailleuses), de deux casemates « de Bourges » (deux canons de 75 mm par casemate) pour le flanquement des intervalles avec les forts voisins, de trois observatoires cuirassés et de cloches de guet blindées ; plusieurs salles furent encore renforcées et on construisit une gaine en béton armé reliant tous les organes de défense ; la surveillance du fossé fut modifiée par la construction de coffres de contrescarpe (un simple et un double) ; enfin on mit en place une petite centrale électrique pour l'éclairage. Celle-ci comprenait trois moteurs à pétrole Aster (110 volts, 25 chevaux).

## Devenir du fort après la Première Guerre mondiale
Après la Grande Guerre, la France va construire à partir de 1929 un nouveau système fortifié moderne, face à la nouvelle menace, la fameuse Ligne Maginot. Loin derrière, les « camps retranchés » d'avant-guerre sont conservés avec une très vague mission de seconde ligne. Les forts, souvent utilisés comme dépôts, sont entretenus, ainsi que leurs tourelles, et leur armement organique périodiquement visité par les équipes du Parc d'Artillerie Mais ils ne sont plus à l'épreuve des nouveaux super-canons et des grosses bombes d'avion ; les organisations des intervalles sont abandonnées, les déboisés ne sont plus entretenus : garnison oui, forteresse non. Vers 1937, on en viendra à prélever des canons de 75 dans les casemates de Bourges pour armer des casemates de complément construites sur la Ligne Maginot. Entre les deux guerres le fort était régulièrement entretenu. 
Les Allemands le rendirent à peu près intact en 1944 alors qu'ils avaient dépouillé les autres forts de la place d'Épinal. Utilisé comme dépôt de munitions jusque dans les années 1960, il fut ensuite abandonné.
Depuis octobre 1989, une association de bénévoles, l'ARFUPE (Association pour la restauration du Fort d'Uxegney et de la Place d'Épinal), restaure et entretient ce site ainsi que le fort de Bois-l'Abbé. Envahi par la végétation, le fort offre le même spectacle d'abandon que bien d'autres. Mais ses atouts sont nombreux : un panel de cuirassements exceptionnel, la présence de ses grilles défensives, plusieurs types de renforcement sans compter de nombreuses singularités, font que la sauvegarde est plus justifiée que pour n'importe quel autre fort de la place. Depuis, on peut voir un fort français restauré dans son état de 1914, c'est-à-dire opérationnel, rien de moins ! Tous les cuirassements (sauf les tourelles de mitrailleuses, dont la restauration est en cours mais qui fonctionnent néanmoins) sont en état de marche. les casemates de Bourges armées, les cuisines fonctionnelles, le pont-levis et les moteurs électriques aussi. Du mobilier a été récupéré, restauré et remis en place. Le souci du détail dépasse les plus folles espérances ; donnez-lui une garnison, remplissez ses magasins, le fort est prêt à châtier l'imprudent qui s'en approcherait à portée de canon. Les bénévoles de l'association ont aussi pris en charge le fort voisin, Bois-l'Abbé, fort non modernisé, ce qui permet au visiteur de parcourir, sur une brève distance, quarante années d'évolution de la fortification française. Notons par ailleurs que les deux forts, réseaux défensifs compris, et la batterie M35 sont inscrits en totalité à l'inventaire supplémentaire des monuments historiques depuis le 29 avril 2002. En 2009, la jonction par voie de 60 entre ces deux ouvrages a été terminée. Le fort se visite de mai à septembre. Il a été en 2016 l'un des lieux de tournage du film Nos patriotes réalisé autour du Résistant Addi Bâ.

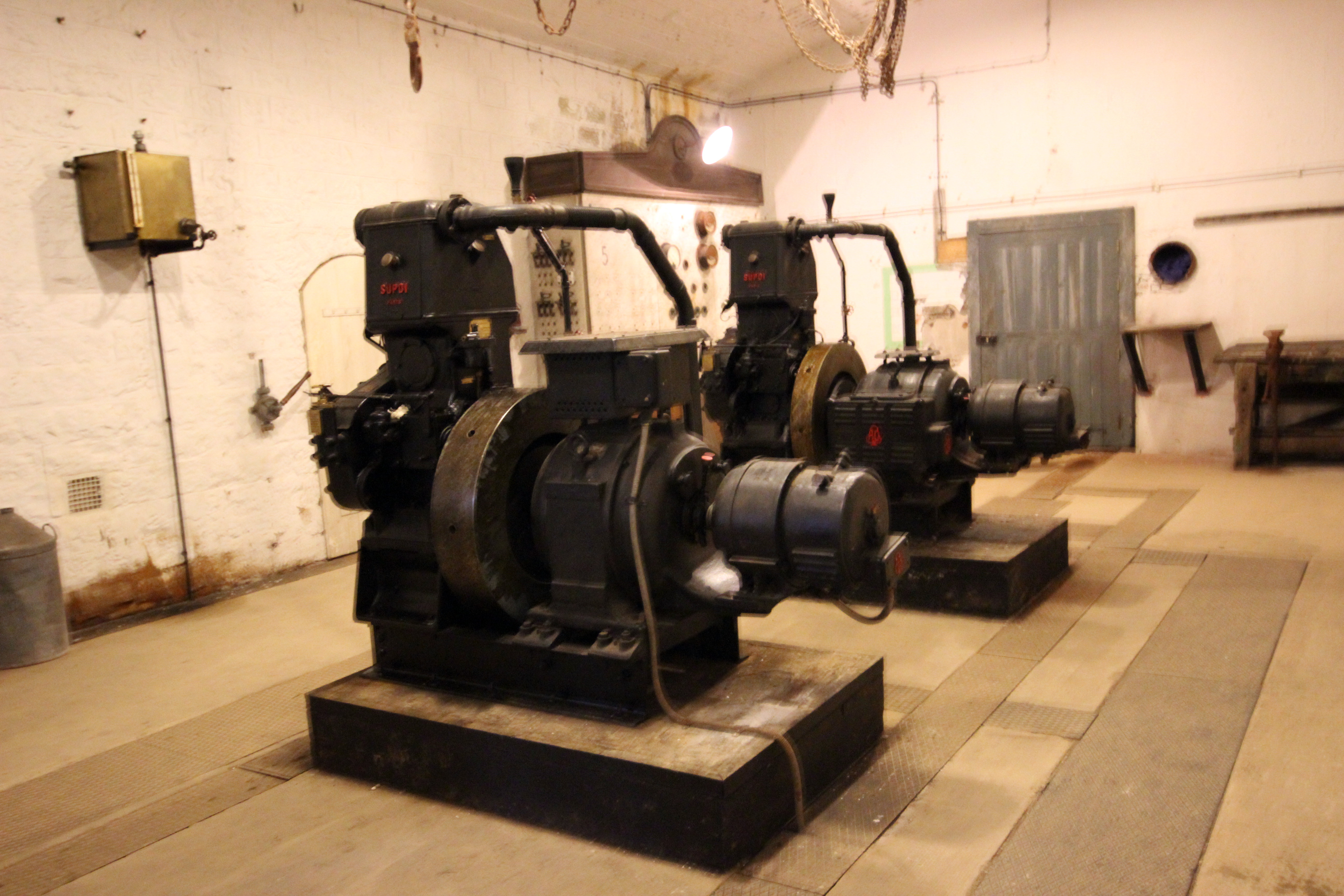
L'usine électrique équipée de moteur à pétrole des années 1930.
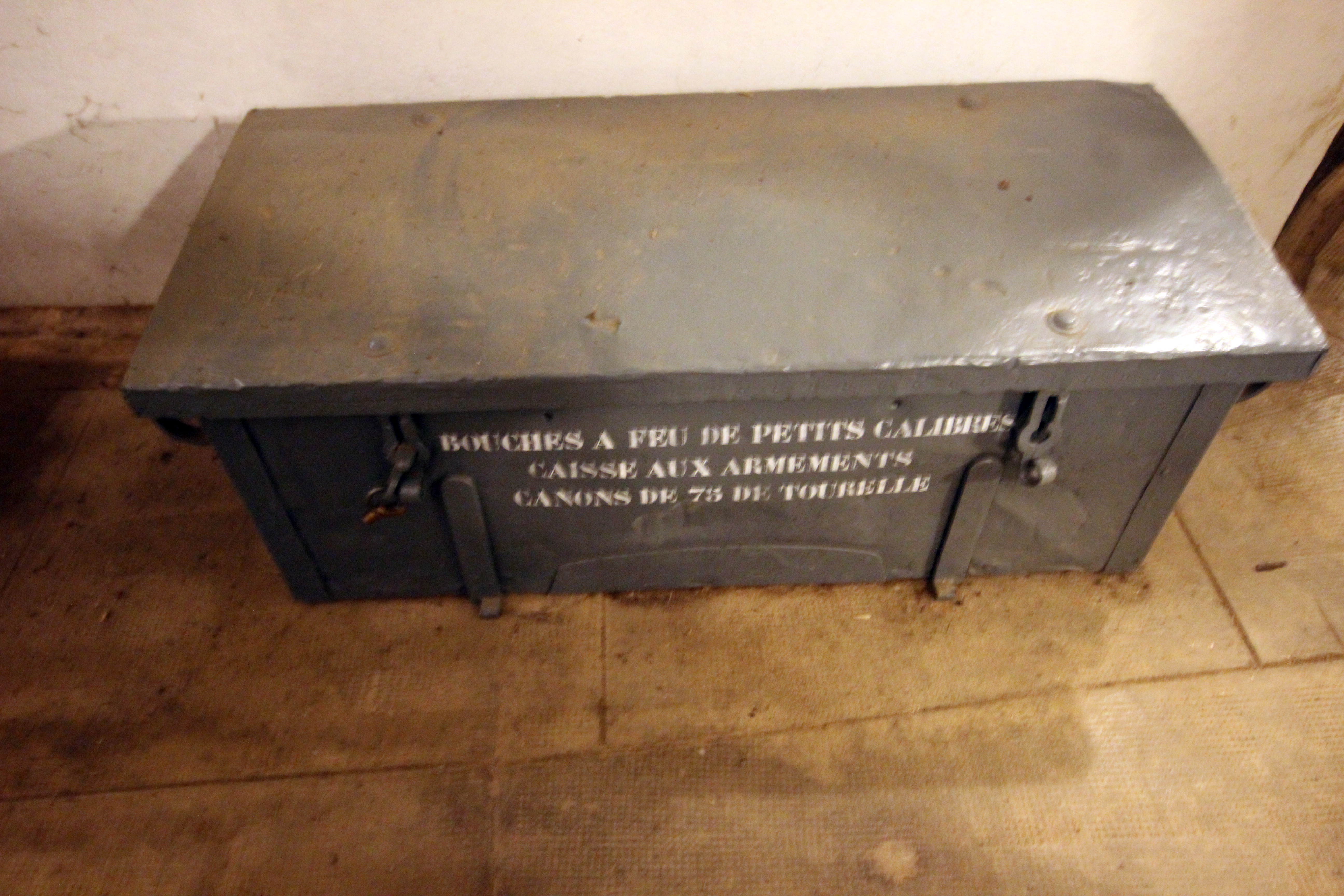
Reconstitution d'un coffre aux armements de la tourelle.
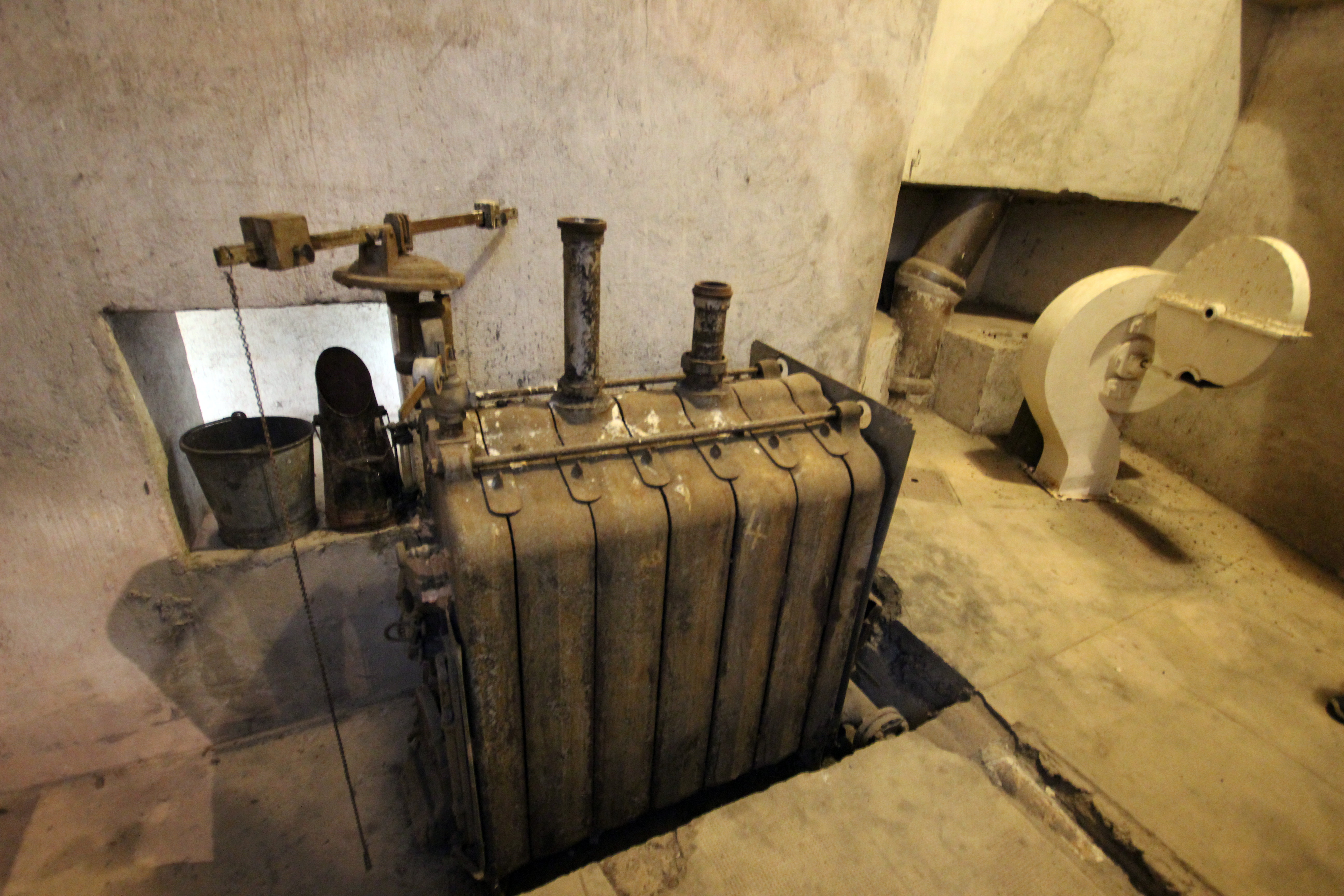
Reconstitution de la chaudière du casernement béton.